# Macrotritopus
Macrotritopus Grimpe, 1922 è un genere di molluschi cefalopodi della famiglia Octopodidae.

## Descrizione
Il genere comprende polipi di piccola taglia con mantello ovoidale-allungato, e con braccia lunghe e sottili, lunghe 4-7 volte il mantello, capaci di autotomia; il terzo paia di braccia è nettamente più lungo degli altri; i maschi hanno un ectocotile di piccole dimensioni (<3% della lunghezza del braccio).

## Tassonomia
Il genere comprende due specie valide:
- Macrotritopus beatrixi Guerrero-Kommritz & Rodriguez-Bermudez, 2018
- Macrotritopus defilippi (Vérany, 1851)

Altre due specie sono considerate taxa inquirenda:
- Macrotritopus equivocus (G.C. Robson, 1929)
- Macrotritopus scorpio (S.S. Berry, 1920)

## Distribuzione e habitat
Il genere è diffuso nelle acque dell'oceano Atlantico e del mar Mediterraneo: in particolare M. defilippi è presente nelle acque dell'Atlantico nord-orientale e del Mediterraneo, mentre M. beatrixi è diffuso nei Caraibi e nell'Atlantico sud-occidentale.